# Линия Добуцуэн (Кэйо)
Линия Добуцуэн (яп. 京王動物園線 кэйо до:буцуэн сэн) железнодорожная линия в пригороде Токио — Хино, находящаяся во владении у Keio Corporation. Линия соединяет станцию Такахатафудо со станцией Тама-Добуцукоэн (Зоопарк Тама).
Хотя линия Tama Toshi Monorail идёт по тому же самому маршруту, линия Добуцуэн является более предпочтительной для пассажиров, пересаживающихся с линии Кэйо, по некоторым причинам, среди которых лёгкая пересадка с одной линии на другую (а также отсутствие необходимости пересадки вообще, в том случае если поезд идёт напрямую до станции Тама-Добуцукоэн с линии Кэйо), а также низкая стоимость проезда.
Линия является однопутной с шириной колеи раной 1372 мм. На всём протяжении линия электрифицирована под постоянный ток в 1,500 В.

## Станции
| Название        | Расстояние | Local (Местный) | Express (Экспресс) | Связи                          | Расположение |
| --------------- | ---------- | --------------- | ------------------ | ------------------------------ | ------------ |
| Такахатафудо    | 0.0 км     | ●               | ●                  | Линия Кэйо Tama Toshi Monorail | Хино         |
| Тама-Добуцукоэн | 2.0 км     | ●               | ●                  | Tama Toshi Monorail            | Хино         |